# Norwalk (métro de Los Angeles)
Norwalk est une station du métro de Los Angeles desservie par les rames de la ligne C et située dans la ville de Norwalk en Californie.

## Localisation
Station du métro de Los Angeles en surface, Norwalk est située sur la ligne C, sous l'échangeur des I-105 et I-605 à Norwalk, une banlieue au sud-est de Los Angeles.

## Histoire
La station est mise en service le 12 août 1995, lors de l'ouverture de la ligne C.

## Service

### Accueil

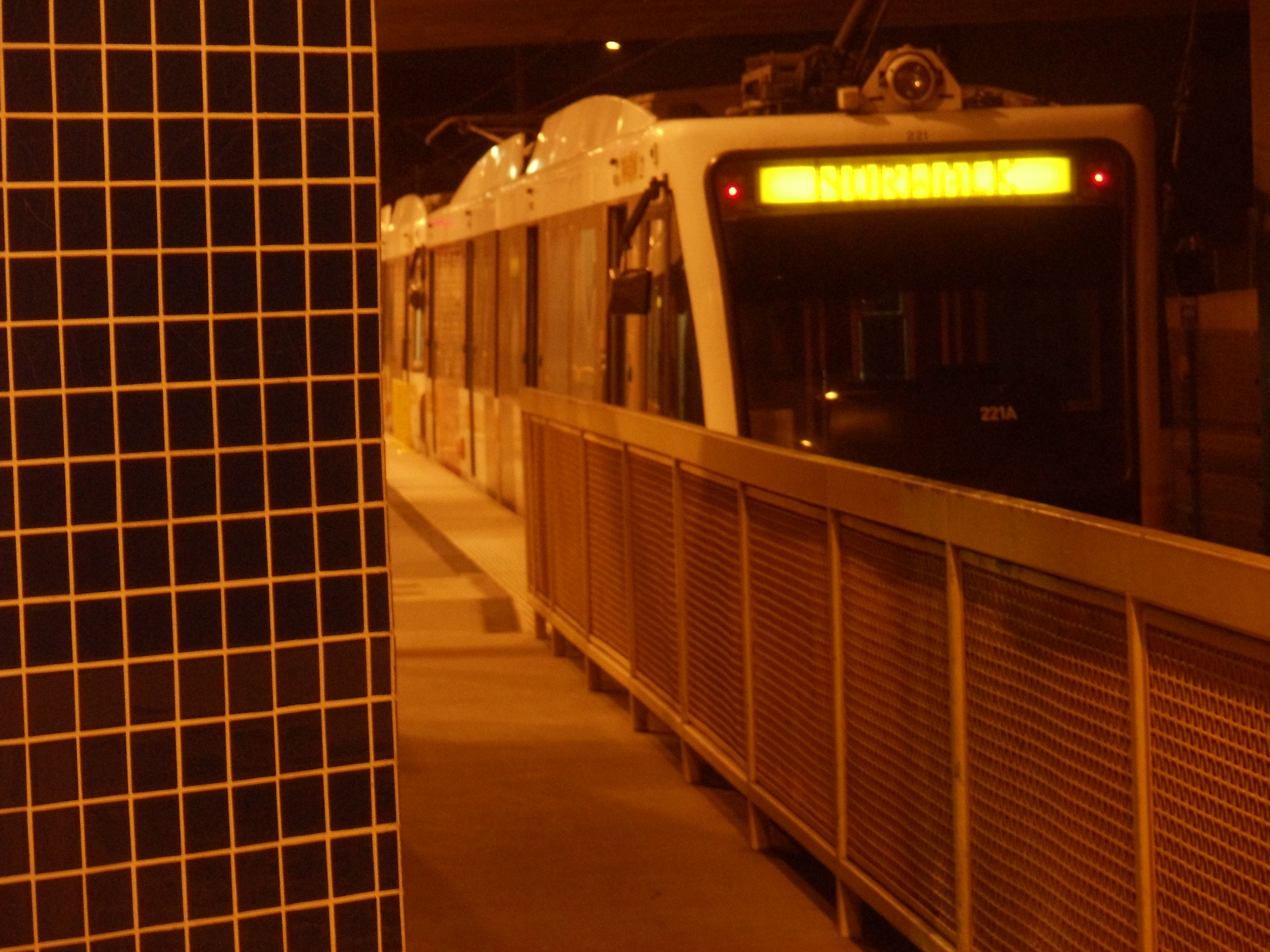
Rame à la station Norwalk.

### Desserte
Norwalk est desservie par les rames de la ligne C du métro, dont elle constitue l'actuel terminus est. Des trains y circulent de quatre heures du matin jusqu'à minuit environ.

### Intermodalité
La station est desservie par les lignes d'autobus 111, 115, 120, 125, 460 et 577X de Metro, par les lignes 2, 4, 5 et 7 de Norwalk Transit (en) et par les lignes 172 et 173 de Long Beach Transit (en).

## Architecture et œuvres d'art

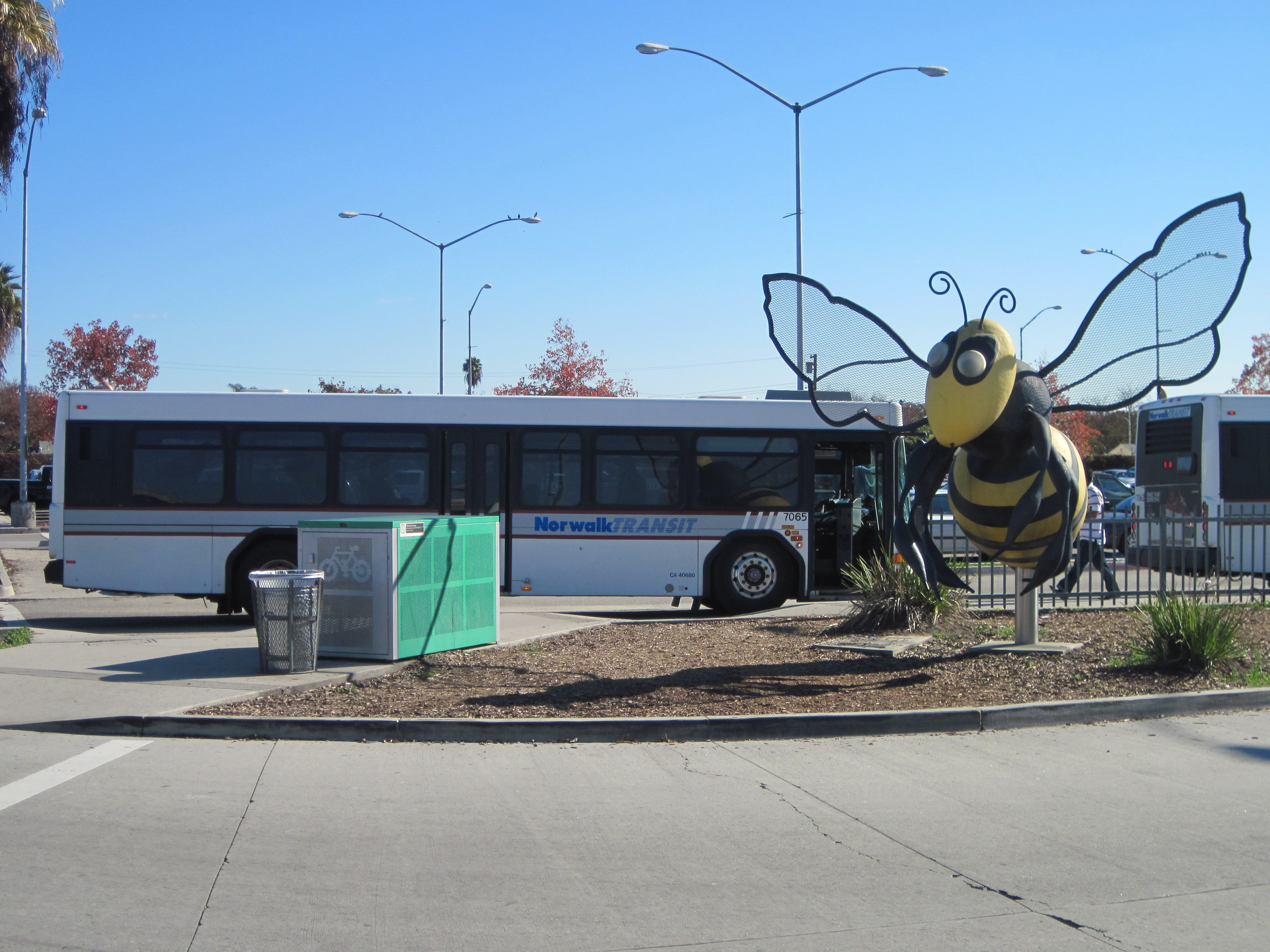
Vue de l'œuvre représentant une abeille.

La station abrite une œuvre de l'artiste Meg Cranston, appelée Place of the Bees.